# Vežen
Il Vežen (in bulgaro Вежен?) è un picco dei Balcani orientali, posto nella Bulgaria orientale, per la precisione a Teteven.
Coi suoi 2198 m d'altezza, il Vežen è la 77ª montagna più alta della Bulgaria. I suoi declivi toccano la riserva di Caričina. Attorno all'area che occupano si trovano le più grandi foreste di Pinus peuce degli interi Balcani.

## Galleria d'immagini

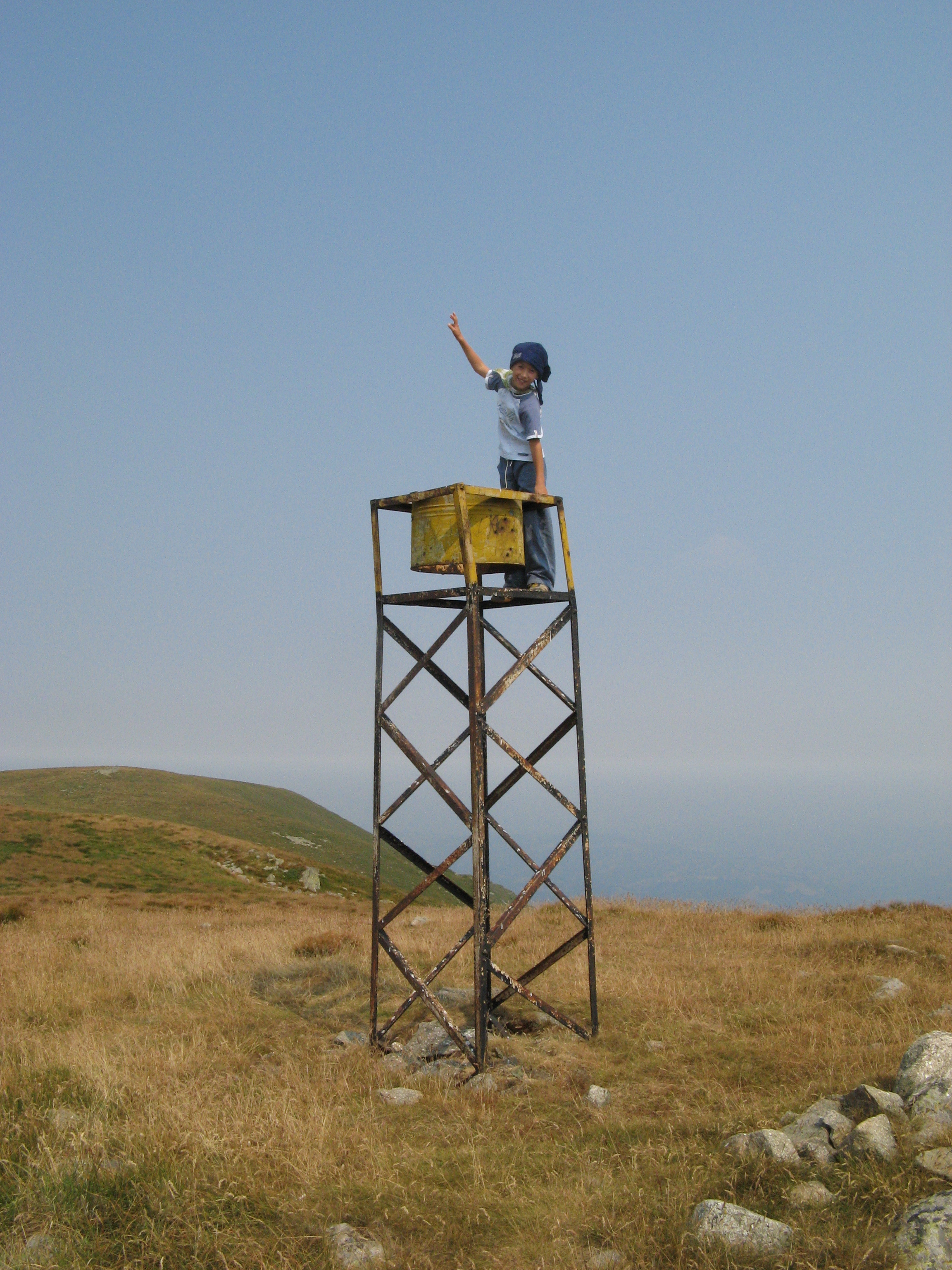
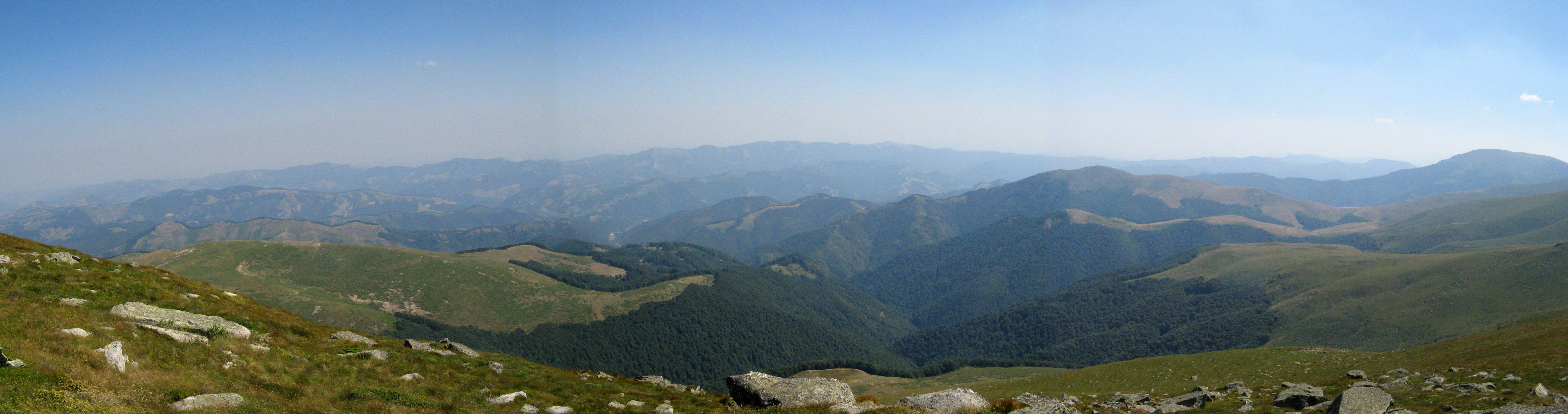